# 城山堅
城山 堅（しろやま けん、1932年10月3日 - 2025年4月15日）は、日本の男性声優、俳優。北海道出身。
旧芸名は城山 知馨夫（しろやま ちかお）。

## 経歴
北海道留萌高等学校卒業。早稲田大学第一文学部中退。
1946年9月に劇団七曜会に入団。1963年6月に七曜会が解散した後は、フリーで活動。1965年8月に劇団現代人の立ち上げに参加。その後は同人舎プロダクション、江崎プロダクション、オフィス央を経て、ぷろだくしょんバオバブ所属となった。
2025年4月15日、老衰のため死去。92歳没。

## 人物
声種はテノールからバリトン。
テレビ草創期から活動している。主に老人役を演じ、吹き替え・アニメ問わず活躍している。演劇にも積極的にも取り組み、加藤精三とともに「語りの会『わこうだ』」を運営、さまざまなジャンルの演劇に取り組んだ。声優業のほか、宮沢賢治の童話を語る演劇サークル「ポランの会」の主催を勤め、若手演劇家の育成にも積極的に取り組んでいる。
特技はスキー。

## 出演
太字はメインキャラクター。

### テレビアニメ
1968年
- 巨人の星（1968年 - 1969年）
- パーマン

1969年
- アタックNo.1（伯父）

1970年
- あしたのジョー（ガイコツ）
- 昆虫物語 みなしごハッチ
- ハクション大魔王

1971年
- アニメンタリー 決断
- ゴルゴ13

1972年
- 樫の木モック（門番）
- 科学忍者隊ガッチャマン（隊長）

1973年
- エースをねらえ!（1973年 - 1974年）
- 空手バカ一代（1973年 - 1974年）
- ジャングル黒べえ（運転手）

1974年
- 昆虫物語 新みなしごハッチ

1975年
- 元祖天才バカボン

1976年
- ゴワッパー5 ゴーダム（のり助の父）
- UFO戦士ダイアポロン（ガメツ将軍、ボムス）

1978年
- ルパン三世 (TV第2シリーズ)（1978年 - 1979年）

1980年
- 無敵ロボ トライダーG7（社長）

1985年
- ルパン三世 PARTIII

1987年
- マンガ日本経済入門（マイヤー博士）

1990年
- 平成天才バカボン（アナウンサー 他）

1992年
- 幽☆遊☆白書（1992年 - 1994年、黒田、佐藤晶吾）

1994年
- 覇王大系リューナイト（自警団員）
- 魔法陣グルグル（村の男3）
- ヤマトタケル（モーロック）
- 勇者警察ジェイデッカー（友永勇一郎）

1996年
- B'T-X（科学者1）
- 勇者指令ダグオン（教頭先生）

1997年
- EAT-MAN（老紳士）

1998年
- Weiß kreuz（老人1）
- 剣風伝奇ベルセルク（家臣）
- トライガン（店主、保安官）
- プリンセスナイン 如月女子高野球部（協会会長）
- MASTERキートン（マフィアC）

1999年
- 今、そこにいる僕（村長）
- 週刊ストーリーランド（文さん〈松山文左衛門〉）

2000年
- ゲートキーパーズ（オヤジ）
- 名探偵コナン（2000年 - 2013年、寺泉大五、監督、裁判長、屋敷の主人、法月徳馬、古賀陸重）

2001年
- それいけ!アンパンマン（やなせうさぎ）
- ドラえもん（テレビ朝日版第1期）（2001年 - 2002年、武将B、老人）

2003年
- アストロボーイ・鉄腕アトム（神田）
- あたしンち（2003年 - 2007年、宮嶋先生）
- 忍たま乱太郎（布所左前）

2006年
- いぬかみっ!（最長老）
- おとぎ銃士 赤ずきん（2006年 - 2007年、サルタン）
- 太陽の黙示録（森村秀一郎）
- NARUTO -ナルト-（ゲンノウ）

2007年
- 風のスティグマ（大神雅行）
- NARUTO -ナルト- 疾風伝（エビゾウ）

2008年
- 喰霊-零-（飯綱紀定）
- ゴルゴ13（デュボア）
- ストライクウィッチーズ（2008年 - 2010年、おじいちゃん、山川藤宏） - 2シリーズ
- 全力ウサギ（患者）
- 秘密 〜The Revelation〜（園長）

2009年
- 獣の奏者 エリン（老人A）
- スティッチ!（ユウナのおじい）
- 蒼天航路（劉延）
- 空を見上げる少女の瞳に映る世界（長老A）

2010年
- ドラえもん（テレビ朝日版第2期）（老人）

2011年
- うさぎドロップ（良治）
- クレヨンしんちゃん（2011年 - 2015年、老人、不動産屋さん店主）
- 毎日かあさん（フルサワさん）

2015年
- 新あたしンち（宮嶋先生）

### 劇場アニメ
- NINKU ナイフの墓標（1994年、大介）
- フランダースの犬（1997年、ヘルモンド）
- スプリガン（1998年、メイゼル博士）
- シャム猫 -ファーストミッション-（2001年、金子博士[18]）
- 天上人とアクト人最後の戦い（2009年、長老A）
- やなせたかしシアター（2012年）
  - ハルのふえ（やなせうさぎ）
  - アンパンマンが生まれた日（やなせうさぎ）

### OVA
- 直子のトロピックエンジェル 〜漂流〜（1985年、しげるの父親）
- 戦え!超ロボット生命体トランスフォーマー スクランブルシティ発動編（1986年、スカイダイブ、ラットバット）
- 銀河英雄伝説（1991年、オッペンハイマー大将）
- MASTERキートン（1998年、幸子の兄）
- うさぎちゃんでCue!!（2001年、じっちゃん）
- それいけ!アンパンマン にんきものだいしゅうごう!（2002年、やなせうさぎ）
- アニメ古典文学館（2003年、翁）
- FREEDOM（2006年、ブラウン）

### ゲーム
- シェンムーII（2001年）
- My Merry Maybe（2003年、渡良瀬）
- My Merry May with be（2005年、渡良瀬）
- NARUTO -ナルト- 疾風伝 ナルティメットアクセル2（2007年、エビゾウ）
- アサシン クリード II（2009年）
- NARUTO -ナルト- ナルティメットストーム2（2010年、エビゾウ）

### ドラマCD
- おとぎ銃士 赤ずきん ドラマ&サウンドトラックvol.3（サルタン）
- b.l.u.e. Legend of water（ダーク博士）
- 平成タイムボカン CDシネマ4 カエッテキタマン VOL.1
- 勇者指令ダグオン CDシネマ（伊集院教頭）

### 吹き替え

#### 映画
- アーノルド・シュワルツェネッガーのSF超人ヘラクレス
- アイアン・ウィル/白銀に燃えて（デ・フォンティン）
- 愛に迷った時
- 暁の用心棒（マリネロ〈アルド・ベルティ〉）※テレビ朝日版
- アステロイド/最終衝撃 ※ソフト版
- アダム・サンドラーは ビリー・マジソン/一日一善（カール・アルフォンス）
- あの胸にもういちど（レイモンド〈ロジャー・マットン〉）
- アメリカン・グラフィティ（ハンク〈アルバート・ナルバンディアン〉）※TBS版
- インターステラー（老人1）
- インナースペース ※TBS版
- エア アメリカ（ライオネル・ワックスマン）
- エルム街の悪夢4 ザ・ドリームマスター 最後の反撃（デニス・ジョンソン〈ニコラス・メレ〉）
- エルム街の悪夢5 ザ・ドリームチャイルド（デニス・ジョンソン〈ニコラス・メレ〉）
- オースティン・パワーズ：デラックス（ウィリー・ネルソン）
- オスカーとルシンダ（アホーン〈ピーター・ウィットフォード〉）
- オゾンクライシス（州知事）
- カーラの結婚宣言
- カウチ・イン・ニューヨーク（ティム）
- かけひきは、恋のはじまり（C.C.フレイジャー〈ジョナサン・プライス〉）
- カサノヴァ 最後の恋（オリヴォ）
- カナディアン・エクスプレス（車掌）※ソフト版
- 彼と彼女の第2章（アーサー・アンドリュース〈ウィリアム・ヒッキー〉）
- ガントレット
- カンパニー・マン
- 奇蹟の降る空（ニコラス牧師〈テッド・ルソフ〉）
- キリング・フィールド（モーガン〈パトリック・マラハイド〉）
- キング・オブ・ハーレー（ブッチ・プレスコット〈リップ・トーン〉）※VHS版
- グラスハープ 草の竪琴（バスター〈チャールズ・ダーニング〉）
- クラッシュ・ザ・タンカー/流出危機（ポール・ヨスト提督〈リップ・トーン〉、スティーヴ・カウパー州知事）
- クリープゾーン セイント・ソード（ファーザー・マイケル〈ウィリアム・B・デイヴィス〉）
- 黒い罠
- ゲーム・プラン
- 刑事ジョー ママにお手あげ（パーネル〈ロジャー・リース〉）※ソフト版
- 刑事ベルモア/共謀者（ボブ・ペリー〈サム・シャムシャク〉）
- 決闘の町（アリー〈ジャック・デイリー〉、コナーズ、男、メキシコ人）
- ゴースト/ニューヨークの幻（ライル・ファーガソン〈ブルース・ジャーチョウ〉）※ソフト版
- コードネームはファルコン
- ゴーリキー・パーク（ソ連大使〈デヴィッド・スーシェ〉）
- 殺したい女（検視官）
- サイボーグ3（タロン侯爵〈マルコム・マクダウェル〉）
- ザ・チェイス ※テレビ朝日版
- ザ・ロイヤル・テネンバウムズ（判事〈トム・レイシー〉）
- 三国志 大いなる飛翔（諸葛亮孔明）
- 幸せの向う側（トーマス〈ヤン・ルーベス〉）
- JFK（陪審長〈ロイズ・T・バーガーロン〉）※テレビ朝日版
- ジェイコブス・ラダー ※日本テレビ版
- 史上最大の作戦（ルイ・ルーラン神父〈ジャン＝ルイ・バロー〉）※テレビ東京版
- 死せる恋人に捧げる悲歌（エレジイ〈スチュワート・グレンジャー〉）
- 61* シックスティワン（フォード〈アンソニー・マイケル・ホール〉）
- ジャイアント・ベビー（スミッティ〈ケネス・トビー〉）※ソフト版
- ジャッカルの日（偽造屋〈ロナルド・ピックアップ〉）※テレビ朝日版・テレビ東京版
- ジャッキー・ブラウン（判事〈シド・ヘイグ〉）
- 上海ルージュ（執事〈チェン・シュウ〉）
- ジョーズ3（レオナルド・グラス）
- ショーン・コネリー/盗聴作戦（駅の警官、張り込み、若者）
- 女医（ジョン・クローニン〈ロイド・ブリッジス〉）
- 正午から3時まで（フォスター〈ハワード・ブルーナー〉）
- 勝利への脱出
- 新・上海グランド（陳連山〈李燕生〉）
- シンデレラマン
- スウォーズマン 剣士列伝（風清揚〈ハン・インチェ〉）
- 頭上の敵機（ハーヴィ・ストーバル少佐〈ディーン・ジャガー〉
- スター・ウォーズ エピソード4/新たなる希望（デイン・ジャー中佐〈アル・ランパート〉）※ソフト版
- スター・ウォーズ エピソード5/帝国の逆襲（ロース・ニーダ艦長〈マイケル・カルバー〉）※ソフト版
- 聖なる嘘つき（サミュエル〈ジャナス・ゴストニー〉）
- 潜水艦X-1号（シュタイナー副長〈ポール・ハンサード〉）※テレビ朝日版
- 底抜け大学教授
- 底抜けもててもてて
- 007/カジノ・ロワイヤル（テーブル係）※日本テレビ版
- 大逆転
- タイトロープ（ルーサー〈グレアム・ポール〉）※フジテレビ版
- ダイナソーin L.A.（ホアリスコ〈ロニー・コックス〉）
- 太平洋の虎鮫（トーマス〈レスリー・バニング〉）
- タイムクラッシュ・超時空カタストロフ（FBI捜査官ベイカー〈ローレンス・デイン〉）※VHS版
- ダ・ヴィンチ・コード（バチカン長官〈フランチェスコ・カーネルッチ〉）※劇場公開版
- タキシード（ドロン〈クレイグ・エルドリッジ〉）
- 黄昏のチャイナタウン（チャック・ニューティ弁護士〈フレデリック・フォレスト〉）
- 脱走特急（ボステック軍曹〈ブラッド・デクスター〉）※日本テレビ版
- チャーリー・ウィルソンズ・ウォー（ドク・ロング〈ネッド・ビーティ〉）
- チャイルド・プレイ（アードモア医師〈ジャック・コルヴィン〉）
- ツイン・タウン（モート〈ロニー・ウィリアムズ〉）
- 月の輝く夜に（コンティ）※JAL機内上映版
- 冷たい月を抱く女（レスター・アダムス〈ジョセフ・ソマー〉）※VHS版
- デアデビル（酔っ払い客〈デビッド・ドーティー〉）
- D.N.A.V（ダフィ〈バート・レムゼン〉）
- デュエット（チャーリー、トラックの運転手）
- テロリスト・ゲーム（ベニン将軍〈クリストファー・リー〉）※VHS版
- ドク・ハリウッド ※テレビ朝日版
- 突撃隊（フレーザー〈L・Q・ジョーンズ〉）
- トム・ソーヤーの大冒険（ロビンソン医師〈ウィリアム・ニューマン〉）※ソフト版
- トランザム7000VS激突パトカー軍団 ※テレビ朝日版
- トレインスポッティング
- トレマーズ4（フレッド爺さん〈J・E・フリーマン〉）
- トロン（ウォルター・ギブス博士 / デュモント〈バーナード・ヒューズ〉）※ソフト版
- ニューヨーク・ポリスストーリー/あの犬どもの背中を狙え（ウォルター〈ジェームズ・ウッズ〉）
- ネゴシエーター ※ソフト版
- ネプチューン（ハーディ〈デヴィッド・ジェイソン〉）
- バーチュオシティ（コクラン本部長〈ウィリアム・フォーサイス〉）※ソフト版
- ハード・トゥ・キル（ジャック・アクセル、店長）※ソフト版
- ハードビート（クロード・グリーングラス）
- バイオレンスロード（クイルクシャンク）
- 裸の銃を持つ男（パプシュミア〈レイ・バーク〉）※ソフト版
- バック・トゥ・ザ・フューチャー PART3（チェスター〈マット・クラーク〉）※ソフト版
- 八点鐘が鳴るとき（イムリー、マッカラム、ビンス）※日本テレビ版
- バットマン フォーエヴァー（フレッド・スティックリー〈エド・ベグリー・ジュニア〉、バートン博士〈ルネ・オーベルジョノワ〉）※ソフト版
- バニラ・フォグ（ハワード〈ビル・レイモンド〉）
- パラサイト（父親〈クリストファー・マクドナルド〉）
- ビーン（会長〈ジョン・ミルズ〉）※BD版
- ビバリーヒルズ・コップ ※テレビ朝日版
- ヒンデンブルグ（ネピア少佐〈ルネ・オーベルジョノワ〉）※TBS版
- ファースト・キッド/僕のパパは大統領（スピート〈ビル・コッブス〉）
- ファイヤーフォックス（コンタルスキー大佐、提督）※TBS版
- フィラデルフィア・エクスペリメント（パー・ウィリス〈エド・ベイキー〉）※テレビ朝日版
- BLACK RUN ブラック・ラン（ビル〈ジェフリー・デマン〉）
- ブリジット・ジョーンズの日記（ジェフリー〈ジェームズ・フォークナー〉）
- ブリジット・ジョーンズの日記 きれそうなわたしの12か月（ジェフリー〈ジェームズ・フォークナー〉）
- ブロークン・トレイル 遥かなる旅路（プリント・リッター〈ロバート・デュヴァル〉）
- プロポーズ（牧師〈ジェームズ・クロムウェル〉）※ソフト版
- フロム・ダスク・ティル・ドーン（テキサス・レンジャー、アール・マクグロー〈マイケル・パークス〉）※ソフト版
- 砲艦サンパブロ（ボーデレス少尉〈チャールズ・ロビンソン〉）
- 謀殺（ジョージ〈グレアム・クローデン〉）
- 保険調査員フランク25（騎手たちのボス）
- 星に想いを（ドワイト・D・アイゼンハワー大統領（キーン・カーティス〉）
- ホワイトハウス狂騒曲（スキーター）※ソフト版
- マーニー（アーティ）※テレビ朝日版
- マウス・ハント（クインシー・ソープ〈マイケル・ジェッター〉）※TBS版
- マスター・オブ・リアル・カンフー 大地無限2（計春華〈チー・チェンホア〉）※VHS版
- マッカーサー ※TBS版
- マッドマックス
- マリン・クラッシュ（バック・スティーブンス会長〈デニス・ウィーバー〉）
- メッセージ・イン・ア・ボトル（ハンク・ランド〈トム・アルドリッジ〉）
- メルトダウン・クライシス（ベンジャミン〈ロニー・コックス〉）
- モータル・コンバット（リュウの祖父）※旧ソフト版
- もういちど（ジョン〈テリー・ノリス〉）
- 燃える洞窟（召使い）
- 野獣捜査線
- 夕暮れにベルが鳴る（メートル・デイ（ランディ・ホランド）、サッカー）
- 幽幻道士3（ムササビ道士）
- 友情の翼（ディーガン）
- ユナイテッド・トラッシュ
- 48時間PART2/帰って来たふたり ※ソフト版
- ライラの冒険 黄金の羅針盤（教会組織の幹部〈デレク・ジャコビ〉）※テレビ朝日版
- ラスティ!（ボイド〈ハル・ホルブルック〉）
- ラストダンス
- ラストマン・スタンディング ※ソフト版
- ラングーンを越えて
- ランダム・ハーツ（トルーマン〈リチャード・ジェンキンス〉）※ソフト版
- ランボー（バルフォード〈マイケル・タルボット〉）※テレビ朝日版
- ランボー3/怒りのアフガン ※テレビ朝日版
- リトル★ニッキー（ルシファー〈ロドニー・デンジャーフィールド〉）
- 流血の絆/野望篇（ボーリ〈マレク・カテブ〉）
- 隣人は闇に微笑む（アーサー〈アール・ホリマン〉）
- レイジング・ブレット 復讐の銃弾（アーサー・ヤンガー判事〈アーミン・シマーマン〉）
- レ・ミゼラブル（裁判長、会計士）
- ロマンシング・アドベンチャー/キング・ソロモンの秘宝（ヒューストン教授）※テレビ東京版
- ワイルド・ワイルド・ウエスト ※ソフト版

#### ドラマ
- あなたにムチュー（ヴァッキー〈フィル・リーズ〉）
- アボンリーへの道（ウェイクフィールド〈ヤンク・アズマン〉）
- アリー my Love（ドクター・カーペンター、ハリス医師〈レスリー・ジョーダン〉）
- アンドロメダ（ロジック〈ウィリアム・B・デイヴィス〉）
- ER緊急救命室
  - シーズンII（リング〈ボブ・マクラッケン〉）#2
  - シーズンIII（マッコラム）#19
  - シーズンIV（ルーサコフ）#11
- IT ※テレビ東京版
- 宇宙大作戦（フィシャー、ロドリゲス、デサル、エバンス、ワトキンス）
- 浮気なおしゃれミディ（ビリー・ボールドウィン）
- うわさの刑事 テキーラとボネッティ（獣医〈エリック・アヴァリ〉）
- エイリアン・ウォーズ（スコット〈キム・コーツ〉）
- Xカンパニー 戦火のスパイたち
- X-ファイル シーズン5（セカンド・エルダー〈ジョージ・マードック〉）※ソフト版
- NYPDブルー（アンジェロ・マリーノ〈ジョー・サントス〉）
- カリフォルニア・ドリーム（ワイキキ・ウォーリー）
- 華麗な探偵ピート&マック（マルコム・アーゴス〈チャーリー・カラス〉）
- 救命医ハンク3 セレブ診療ファイル（ジョノ〈サブ・シモノ〉）
- 恐竜家族（ジョンソン）
- クリミナル・マインド FBI行動分析課（ギル・クラーマン）
- グレイズ・アナトミー6（ヘンリー・スターン〈リチャード・オーウェン・テディ〉）
- 刑事コロンボシリーズ
  - 刑事コロンボ もう一つの鍵（刑事）
  - 刑事コロンボ 断たれた音（店主）
  - 刑事コロンボ アリバイのダイヤル（場内実況、税関員）
  - 刑事コロンボ 別れのワイン（レストランの支配人）
  - 刑事コロンボ ビデオテープの証言（トンプソン技師）
  - 刑事コロンボ 構想の死角（記者）
  - 刑事コロンボ ロンドンの傘（税関員）
- コールドケース6（ネイサン・クラヴェット〈ジョン・シリグリアーノ〉）
- ザ・ビジターII（アレックス・バートン〈ロバート・ネッパー〉）
- ザ・ビジターIII（ベン・ジョーダン）
- ザ・プラクティス ボストン弁護士ファイル（パトリック〈ロバート・プロスキー〉、ティペット〈ニック・ジェイムソン〉）
- ザ・プリテンダー 仮面の逃亡者（ボルディン）
- 三国志演義（雇雍）
- CSI:2 科学捜査班（ラリー・マドックス〈デニス・アーント〉）#18
- CSI:ニューヨーク2（サミュエル・クーパー〈ランス・ハワード〉）#15
- ジェームズ・ボンドを夢見た男（ブランデル提督〈ヴォルフ・カーラー〉）#4
- ジェシカおばさんの事件簿シリーズ
  - 学園に死の影が（アルジャー〈ロディ・マクドウォール〉）
  - なんと遺体は別の人（ドクター・ワイリー〈ロバート・ホーガン〉）
- ジム・ヘンソンのストーリーテラー（物乞い〈ジョン・カヴァナフ〉）
- シャーロック・ホームズの冒険
  - 赤髪連盟（ジョン・クレー〈ティム・マッキナリー〉）
  - 修道院屋敷（ミスター・ヴィヴィアーニ）
- 主任警部モース（管理人）#5
- 新アウターリミッツ（ジェームス・マーティン博士〈ブレット・カレン〉、ヴィンス・バクスター〈ブレント・ステイト〉、クオツガ 他）
- 新スパイ大作戦
  - バハマ・トラップ（見張り）
  - 王家の謎（老僧）
  - 黄金の蛇（MC、男）
- 頭上の敵機
- スタートレック:ヴォイジャー（イラーリ星人・ティエラン）
- スタートレック:ディープ・スペース・ナイン（ヘイン〈グレゴリー・イッツェン〉、ジョセフ・シスコ〈ブロック・ピーターズ〉）
- ストレイン2 沈黙のエクリプス
- スパイ大作戦
  - ロボット（空港のアナウンス）
  - 死を呼ぶカード（アルフレッド）
  - 第三次世界大戦勃発（情報部員、アナウンサー、伍長）
  - 暗殺目標変更！（ベルデン、デイビス）
- 捜査官クリーガン（カール・バージェス〈シーン・ギャラガー〉）
- 対決スペルバインダー（看護士トム、警備員テッド）
- TOUCH/タッチ（アーニー・クリッパー〈ジュード・チコレッラ〉）
- 地上最強の美女バイオニック・ジェミー（ウェイン・ヘイリー 他）
- 超感覚刑事ザ・センチネル（ジェレミー〈ローレンス・プレスマン〉）
- デスパレートな妻たち シーズン5（レイモンド〈トーマス・コパッチ〉）#1
- 天才少年ドギー・ハウザー #31
- トータル・リコール2070（ラバーン、メルモス 他）
- 24 -TWENTY FOUR-（マイク・ノビック〈ジュード・チコレッラ〉）
- 特攻ギャリソンゴリラ
- 特攻野郎Aチーム
  - シーズン2（マック・ダルトン〈ランス・ヘンリクセン〉）
  - シーズン2 #15（カーソン〈カートウッド・スミス〉）
  - シーズン5 #13（アンジェロ）
- となりのサインフェルド（ゲペット〈ラルフ・マンザ〉）
- ナイトライダー
  - シーズン1 #5「死の山荘脱出作戦!ナイト2000殺しのバリケード大突破!」（議長〈フィッツ・ヒュー・G・ヒューストン〉）
  - シーズン1 #9「決死の替え玉作戦!ナイト2000対凶悪武装軍団秘密を暴け!」（ベイカー〈ジム・ボーク〉、警官）
- ニキータ シーズン4（ドクター・ゲルマン〈コリン・フォックス〉）
- バーナビー警部（トムキンソン少佐〈デビッド・アリスター〉）
- ハイ・ライフ パート2（ウォルター〈ピーター・リーガート〉）
- バグズ〜ハイテクスパイ大作戦（コルヴィック〈ラルフ・アイネソン〉）
- バビロン5（アリ・ベンザイン大佐〈グレゴリー・ポール・マーティン〉）
- HAWAII FIVE-0
  - シーズン3 #15（トロイ・オオカラ巡査部長）
  - シーズン4 #14（ホノルル判事）
  - シーズン9 #7（老ミルトン〈リチャード・ハード〉）
- 犯罪捜査官ネイビーファイル シーズン10（フィンランド海軍中将）
- ピケット・フェンス（ドナルド・モレルFBI捜査官〈サム・アンダーソン〉）
- プリズナーNo.6（庭師、小型ラジオの音声）#8
- フルハウス（アル・ジャーディン）
- 弁護士シャノン（ルー・ゴンドルフ〈マーティン・フェレロ〉）
- ボーイ・ミーツ・ワールド シーズン6（牧師）
- 冒険野郎マクガイバー（アンドリュー・ロートン〈ジョン・コンシダイン〉）
- 名探偵ポワロ 夢（スティリングフリート医師〈ポール・ラコウ〉）※NHK版
- ヤングライダーズ（ローレライ、保安官　他ゲスト出演多数）
- ユーリカ 〜事件です!カーター保安官〜（ドクター・タッシャー〈アントニー・ホーランド〉）
- 愉快なシーバー家（ルーサー〈リチャード・サンダース〉）
- 世にも不思議なアメージング・ストーリー シーズン1 #15（フランシス〈ジェームズ・クロムウェル〉）
- ロズウェル - 星の恋人たち（ルイス判事〈ロバート・カティムズ〉）
- ロックフォードの事件メモ

#### アニメ
1969年
- 宇宙忍者ゴームズ（幹部、市長、漁師、兵士 他）

1985年
- 戦え!超ロボット生命体トランスフォーマー（トレイルブレイカー、パーセプター、フレンジー、ボンブシェル 他）

1986年
- 戦え!超ロボット生命体トランスフォーマー2010（1986年 - 1987年、パーセプター、フレンジー、ハングルー / オボミナス、ラットバット 他）

1989年
- トランスフォーマー ザ・ムービー（パーセプター、フレンジー、スラスト、ミックスマスター、クインテッサ4）
- ロボコップ THE ANIMATION（ヘッジコック警部補）

1991年
- ミュータント・タートルズ（1987年東和ビデオ版）（オムナス）

1992年
- ザ・シンプソンズ（ユーゴラン）
- バットマン

1997年
- キャッツ・ドント・ダンス（クランストン〈声：ハル・ホルブルック〉）
- スポーン（トゥイッチ・ウィリアムス）

2001年
- おくびょうなカーレッジくん（ユースタス）

#### 海外人形劇
- サンダーバード
  - 原子力機・ファイアーフラッシュ号の危機（テスト機副操縦士ボブ）
  - 魅惑のメロディ（ボーイ長ベニト）
- スーパーカー 盗まれた設計図（ベン・ジャド）※フジテレビ版
- ロンドン指令X
  - スパイ脱獄
  - 国王暗殺計画（アチメド）

### 人形劇
- 伊賀の影丸（1963年）

### 特撮
- 行け!牛若小太郎（妖怪の声）

### ラジオドラマ
- 空き家（渡辺啓助原作 / 1959年）
- 押絵と旅する男（江戸川乱歩原作 / 1960年）
- ある老婆の死（新章文子原作 / 1960年）
- 四つの殺人（角田喜久雄原作 / 1960年）

### テレビドラマ
- 火曜サスペンス劇場 夫の時効（1985年） - 声の出演

### 映画
- テルマエ・ロマエ（2012年） - ローマ人の声

### ナレーション
- アッコにおまかせ!

### ボイスオーバー
- NHKスペシャル（NHK総合）
- BS世界のドキュメンタリー（NHK-BS1）
  - 20世紀の対決 RIVALS 超大国の威信「ケネディとフルシチョフ」（1998年、ニキータ・フルシチョフ）
  - 「祖国に幸せを 女性代議士の闘い」（2006年）
- 地球ロマン（NHK教育）
- 地球ドラマチック（NHK教育）
- ドキュメント地球時間（NHK-BS1）
- 知への旅（NHK教育）
- ハイビジョン特集フロンティア（NHK-BSプレミアム）
  - 「“種の起源”誕生まで 〜ダーウィン 苦悩の日々〜」（2009年）
- ロイヤル・スキャンダル 〜エリザベス女王の苦悩〜（2012年、NHK-BSプレミアム）

### CM
- アメリカンホーム・ダイレクト（老人の声）
- カートゥーン ネットワークスポット（ユースタス）
- バンダイ「光機動Vdashガンダム」（ギャングの声、1993年）

### 舞台
- 地球は円い（1957年、劇団七曜会） - 百姓[21]
- 独裁者の学校（1960年） - 息子[22]

### 朗読劇
- どんぐりと山猫（2005年10月10日ティアラこうとう）

### その他コンテンツ
- トランスフォーマー VSYセット 付属カセットドラマ 「グリムロックVSサウンドウェーブ」（フレンジー）